# Distretto di Baitadi
Il distretto di Baitadi è un distretto del Nepal, in seguito alla riforma costituzionale del 2015 fa parte della provincia Sudurpashchim Pradesh. 
Il capoluogo è Dasharathchand.
Geograficamente il distretto appartiene alla zona collinare delle Mahabharat Lekh.

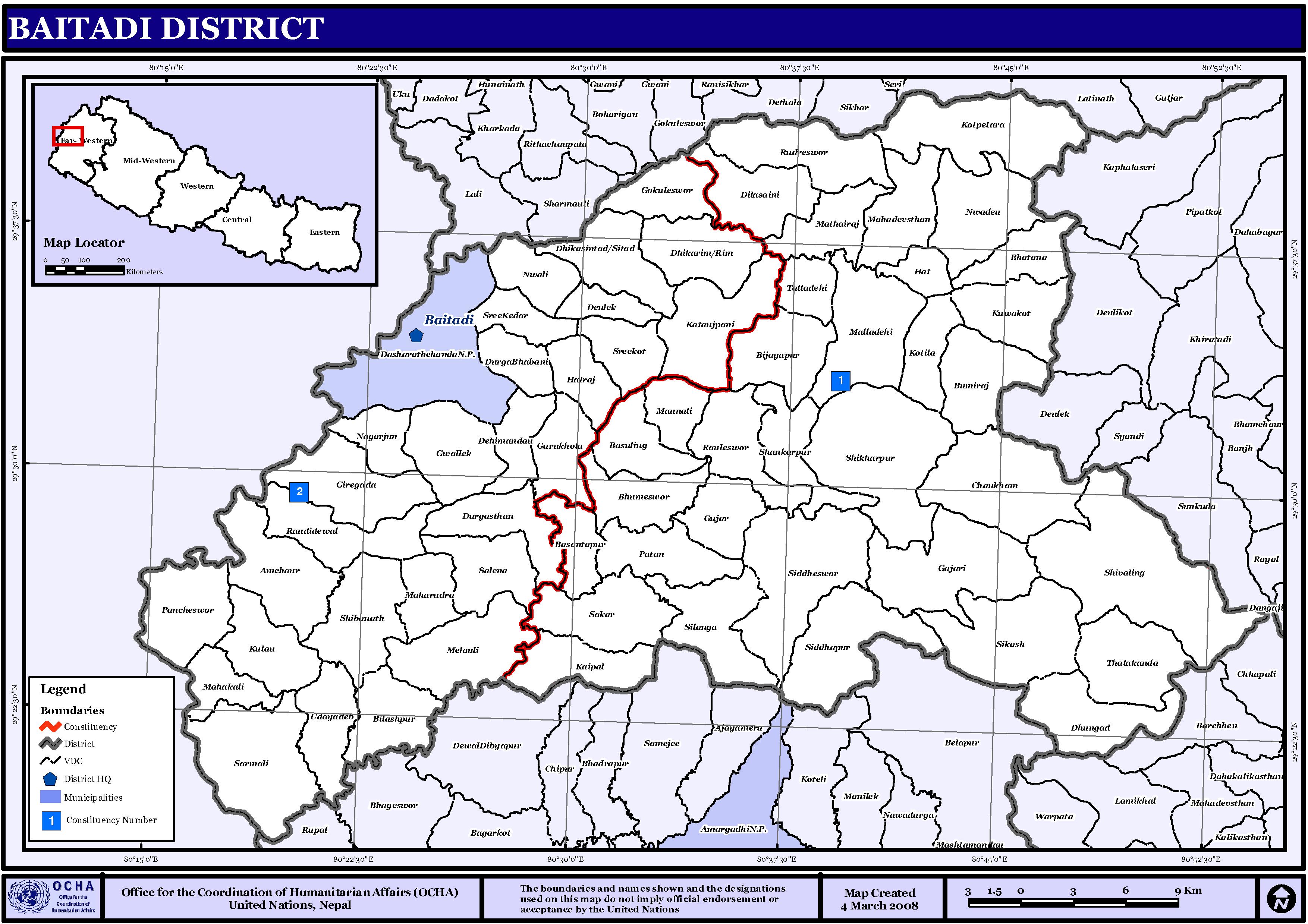
Mappa del distretto di Baitadi